# 馬騾圩駅
馬騾圩駅（ばらいえき）は中華人民共和国江蘇省南京市浦口区豊子河路にある、南京地下鉄S3号線の駅である。11号線と乗り入れ、両路線の接続駅となっている予定。

## 駅名
駅名については、事業着手当初は南京地下鉄集団は「朱石路駅」の仮称を用いており、開業前に駅名が「馬騾圩駅」に決定したことが発表された。

## 駅構造

### のりば
| 番線 | 路線             | 方面                                  | 行先        |
| ---- | ---------------- | ------------------------------------- | ----------- |
|      | 南京地下鉄11号線 | 方面                                  | 浦洲路 行き |
|      | 南京地下鉄S3号線 | 南京南駅・石楊路・東郊小鎮・東流 方面 | 仙林 行き   |
|      | 南京地下鉄S3号線 | 蘭花塘・石磧河 方面                   | 西梁山 行き |

### 改札・出入口
- 1号出入口：
- 2号出入口：

## 駅周辺
- 和尚橋
- 孔家
- 外圩
- 馬騾圩村

## 歴史
- 2017年12月6日南京地下鉄S3号線の駅として開業。

## 隣の駅
南京地下鉄
■11号線
石塘公園駅 - 馬騾圩駅
■S3号線
劉村駅 - 馬騾圩駅 -　蘭花塘駅